# Hørby Skoleby
Hørby Skoleby er en nyere bydel i nordvestenden af Hobro, som opstod da Øls-Hørby-Døstrup sognekommune i 1960 begyndte opførelsen af Øls-Hørby-Døstrup Centralskole (Rosendalskolen). 
Folkeskolen Rosendalskolen, er Mariagerfjord kommunes største skole. 
Sportsklubben I.K. Rosendal har også hjemme i denne bydel.